# Villa Pignatelli
La villa Pignatelli (o anche villa Acton Pignatelli) è una villa monumentale di Napoli ubicata lungo la Riviera di Chiaia.
La struttura, con annesso parco, rappresenta uno dei più significativi esempi di architettura neoclassica della città. Al suo interno hanno sede il Museo Principe Diego Aragona Pignatelli Cortés e il Museo delle carrozze. Nella Piazza davanti a Villa Pignatelli è installato il monumento "Il pescatore" realizzato in bronzo dallo scultore Giovanni De Martino nel 1920 che rappresenta un pescatore intento a prendere un granchio.

## Storia
Voluta nel 1826 dal baronetto Sir Ferdinand Richard Acton, figlio di John Francis Edward Acton, VI Baronetto, primo ministro di Ferdinando I, la villa venne realizzata da Pietro Valente a cui successe nel 1830 Guglielmo Bechi. Per eseguire i lavori fu necessario demolire una preesistente abitazione appartenente ai Carafa di Belvedere.
I lavori del Valente non furono semplici, dovendo di volta in volta adeguarsi alle precise richieste del proprietario inglese. Non a caso diverse furono le controversie tra le due parti circa i lavori di esecuzione, tant'è vero che furono circa ventidue i progetti presentati dall'architetto napoletano per trovare l'accordo con Ferdinand Richard Acton. A causa di queste diatribe, i lavori di decorazione interna e quelli del giardino esterno furono affidati ad un'altra persona, il toscano Guglielmo Bechi.
Qualche anno dopo la morte di Acton, nel 1841, la villa venne acquistata dalla famiglia di banchieri tedeschi Carl Mayer von Rothschild, che la abitarono fino al 1860. Il nobile di Francoforte incaricò i successivi lavori di abbellimento prima ad un architetto parigino e poi, insoddisfatto del lavoro, a Gaetano Genovese. A questa fase risale l'edificazione all'estremità settentrionale del parco della palazzina di tre piani nota come palazzina Rothschild.

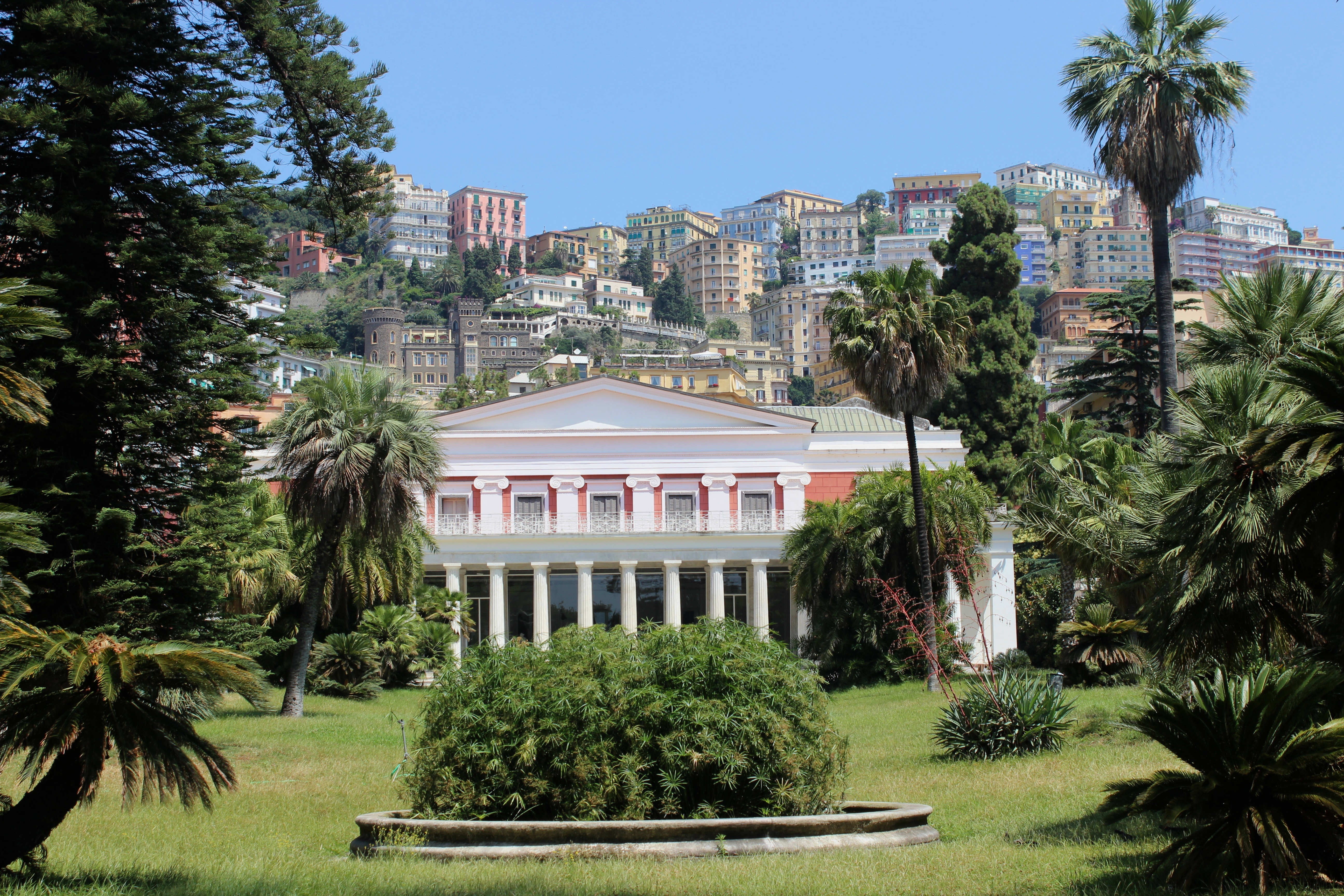
La facciata vista dal parco antistante

Nel 1867 la famiglia tedesca vide le proprie sorti legate a quella dei Borbone di Napoli, i quali furono allontanati dalla città a seguito dell'unità nazionale. Così la villa fu ceduta al principe Diego Pignatelli Aragona Cortés, duca di Monteleone. I Pignatelli furono nobili molto raffinati nei gusti e nei modi tant'è che trasformarono il luogo in un punto d'incontro culturale tra intellettuali e alta aristocrazia napoletana ed europea. Con testamento pubblico del 10 settembre 1952 la principessa Rosina, nata Fici dei duchi di Amalfi, disponeva il lascito della villa allo Stato italiano, attraverso il Ministero della pubblica istruzione, che all'epoca garantiva anche la tutela dei beni culturali. I Pignatelli furono quindi gli ultimi proprietari della villa rimanendovi ad abitare dal 1897 fino al 1955, data nella quale fu ultimata la donazione della struttura allo Stato Italiano perché fosse trasformata in un appartamento-museo destinato a perpetuare il nome del marito e nipote di Diego Aragona Pignatelli, nonché suo omonimo, il principe Diego Aragona Pìgnatelli Cortés, già deceduto nel 1930.
Assieme alla villa, la famiglia Pignatelli donò anche ciò che riuscì a raccogliere nel corso degli anni: argenti, bronzi, porcellane, smalti, cristalli, un'importante biblioteca e circa quattromila microsolchi di musica classica e lirica. Tutti questi reperti sono oggi esposti negli ambienti che compongono la villa.
Nel 1960 la villa venne aperta al pubblico col nome di Museo Principe Diego Aragona Pignatelli Cortés. Successivamente importanti donazioni di carrozze e finimenti hanno consentito nel 1975 la nascita del Museo delle carrozze  intitolato al marchese Mario d'Alessandro di Civitanova. Dopo un lungo periodo di adeguamento alle nuove normative museali,  nel 2014 il Museo è stato riaperto al pubblico in una nuova veste espositiva corredata da postazioni multimediali di approfondimento.i,

## Descrizione

### Esterno

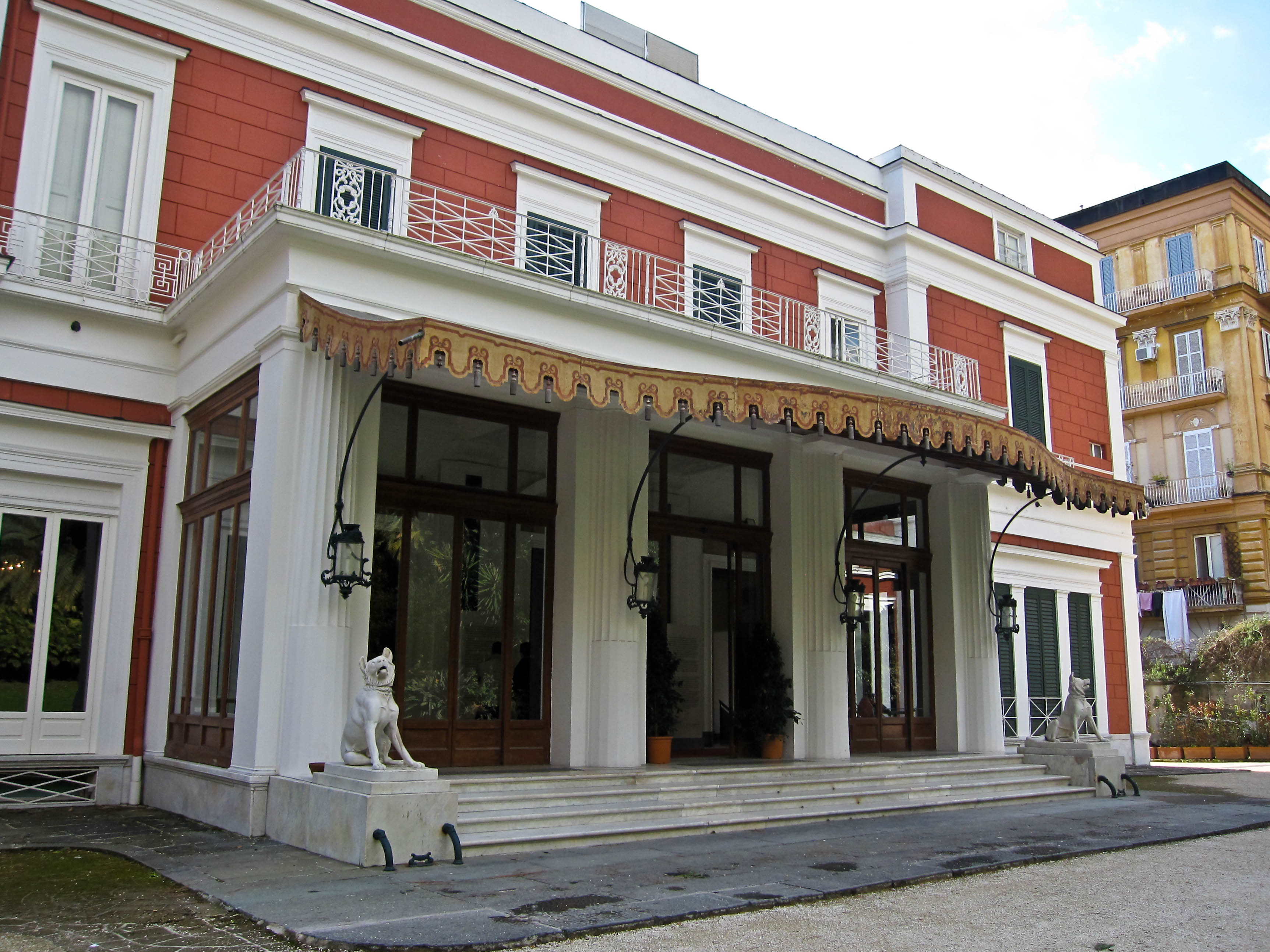
Facciata posteriore

La residenza, pensata come una domus pompeiana, è caratterizzata da una pianta quadrata generata dalla somma di due rettangoli uguali. Uno di questi, sviluppato su due piani, costituisce il vero e proprio corpo di fabbrica, mentre l'altro, articolato al livello del solo pian terreno, è preceduto sul fronte meridionale da un portico d'ingresso dotato di un colonnato di ordine neodorico ed era destinato alla residenza padronale. L'ingresso alla villa che si trova invece sul lato posteriore, presso l'atrio, fu pensato dal Valente per poter accedere all'edificio direttamente in carrozza tramite due rampe laterali.
Di fronte alla facciata posteriore è al pian terreno della palazzina Rothschild, in quelle che erano le scuderie della villa, il Museo delle carrozze, con diversi esemplari di vetture ed accessori annessi di fine Ottocento per lo più realizzati a Parigi, Napoli e Londra.
Il giardino modellato all'inglese, mosso nel disegno dei viali e variegato nella scelta delle piante disposte “a boschetto”, è stato progettato da Guglielmo Bechi. L'attuale disposizione rispetta l'impianto originario. Tra le specie più belle e rare esistenti oggi sono da segnalare la Araucaria excelsa, la Grevillea Robusta, il Ficus Magnolioides, la Strelitzia Augusta, tipi diversi di Cycadaceae e palme di vario genere. Numerose anche le piante di Camelie; sul prato posteriore spicca invece nella sua imponenza una Magnolia Grandiflora.
Arricchiscono infine il parco altri piccoli edifici di genere “pittoresco” edificati alla fine dell'Ottocento: la torretta neogotica, lo chalet svizzero e la serra.

### Interno
La villa dispone di tre piani. Il piano terra è quello che conserva l'aspetto di dimora nobiliare e ospita la ricca collezione di porcellane orientali del Settecento e dell'Ottocento, quadri ed altri reperti donati dalla principessa Rosina e costituenti il Museo Principe Diego Aragona Pignatelli Cortés. Il sottotetto e gli scantinati, accessibili mediante scale di servizio ben dissimulate, erano destinati alla servitù, ai ripostigli e alle dispense, mentre le cucine erano poste nell'interrato di una vicina costruzione e collegate alla villa mediante una piccola galleria sotterranea. Il primo piano, accessibile dal vestibolo circolare d'ingresso, era destinato infine alla residenza padronale.
Dal vestibolo ovale del pian terreno posto dopo l'entrata in villa dalla facciata posteriore, è visibile al centro della sala un tripode neoclassico in legno, marmi policromi e pietre dure. Da questo spazio si aprono poi tre accessi grazie ai quali si accede agli altri ambienti al pian terreno della villa, attraverso le porte sul versante frontale e a sinistra, mentre dalla porta sul lato di destra si giunge gli ambienti del piano superiore tramite una scala a chiocciola. Ad oriente sono quindi la piccola sala d'armi dove sono esposti armi ed utensili da caccia e subito dopo si arriva al grande salone delle feste (oggi utilizzato anche per convegni) e da qui alla sala dell'orchestra; di fronte all'ingresso, sempre nel vestibolo, è invece il salotto Rosso, punto centrale della villa da cui poi si snodano tutte le altre sale. Al primo piano infine sono presenti alcune pitture decorative delle stanze, tra cui il tondo raffigurante La primavera di Giacinto Diano, risalente alla fine del '700.

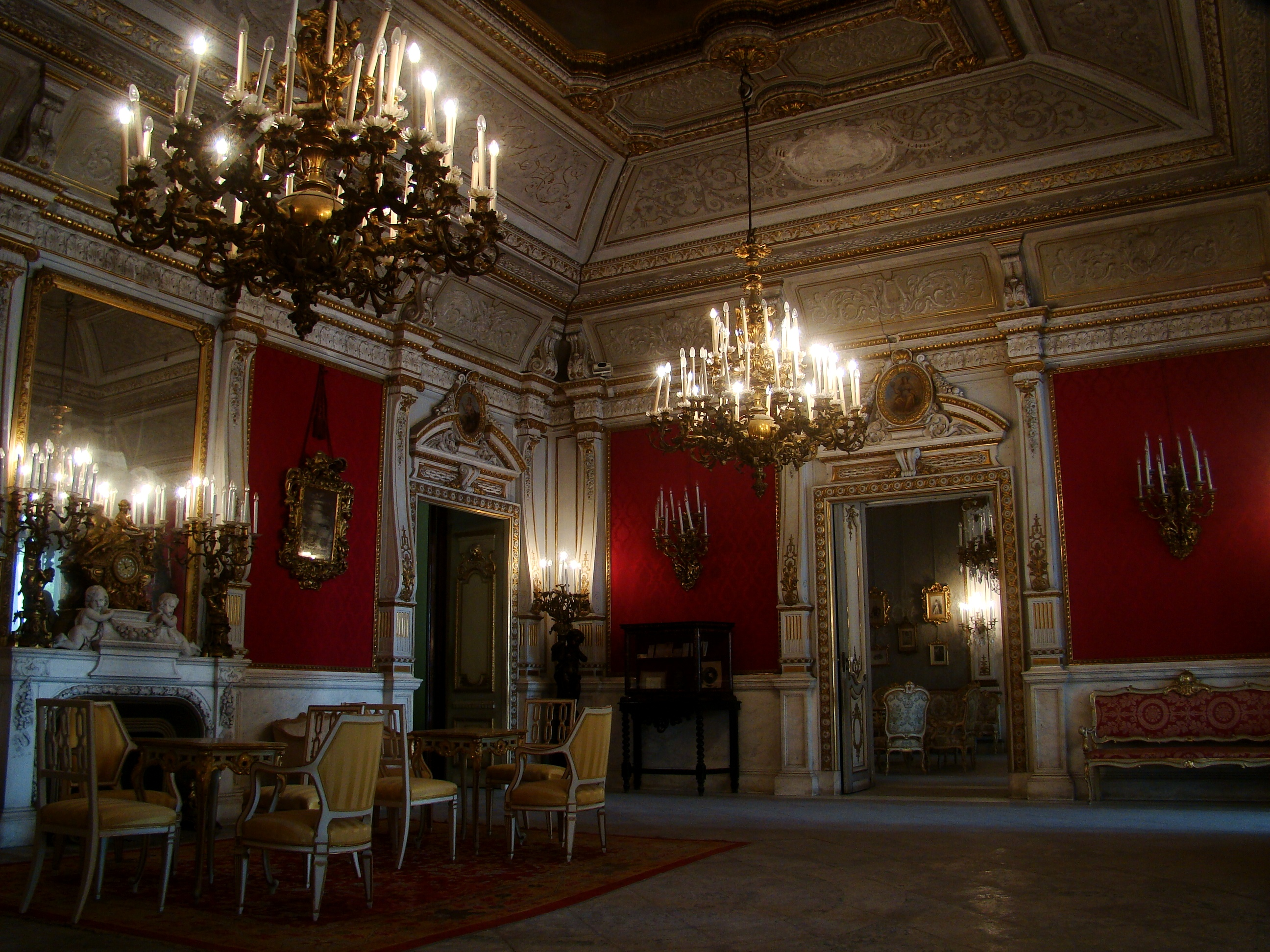
Sala Rossa

La sala Rossa presenta sul soffitto il dipinto Allegoria dell'architettura di ignoto autore, attribuito secondo alcuni a Francesco Oliva, questi particolarmente attivo nel XIX secolo nei lavori decorativi dei palazzi nobiliari in città, nella cui scena si può ammirare un piccolo genio che regge un foglio su cui è visibile la pianta della villa. Le alterazioni architettoniche e le decorazioni in stucco bianco e oro risalgono all'epoca dei Rothschild (metà Ottocento) e quindi alle mani di Gaetano Genovese, il quale modificò l'originale progetto di un architetto parigino di cui si ignora l'identità. Il pavimento è in terracotta dipinto mentre gli arredi e la mobilia fanno parte della manifattura napoletana e francese tipica dell'Ottocento.

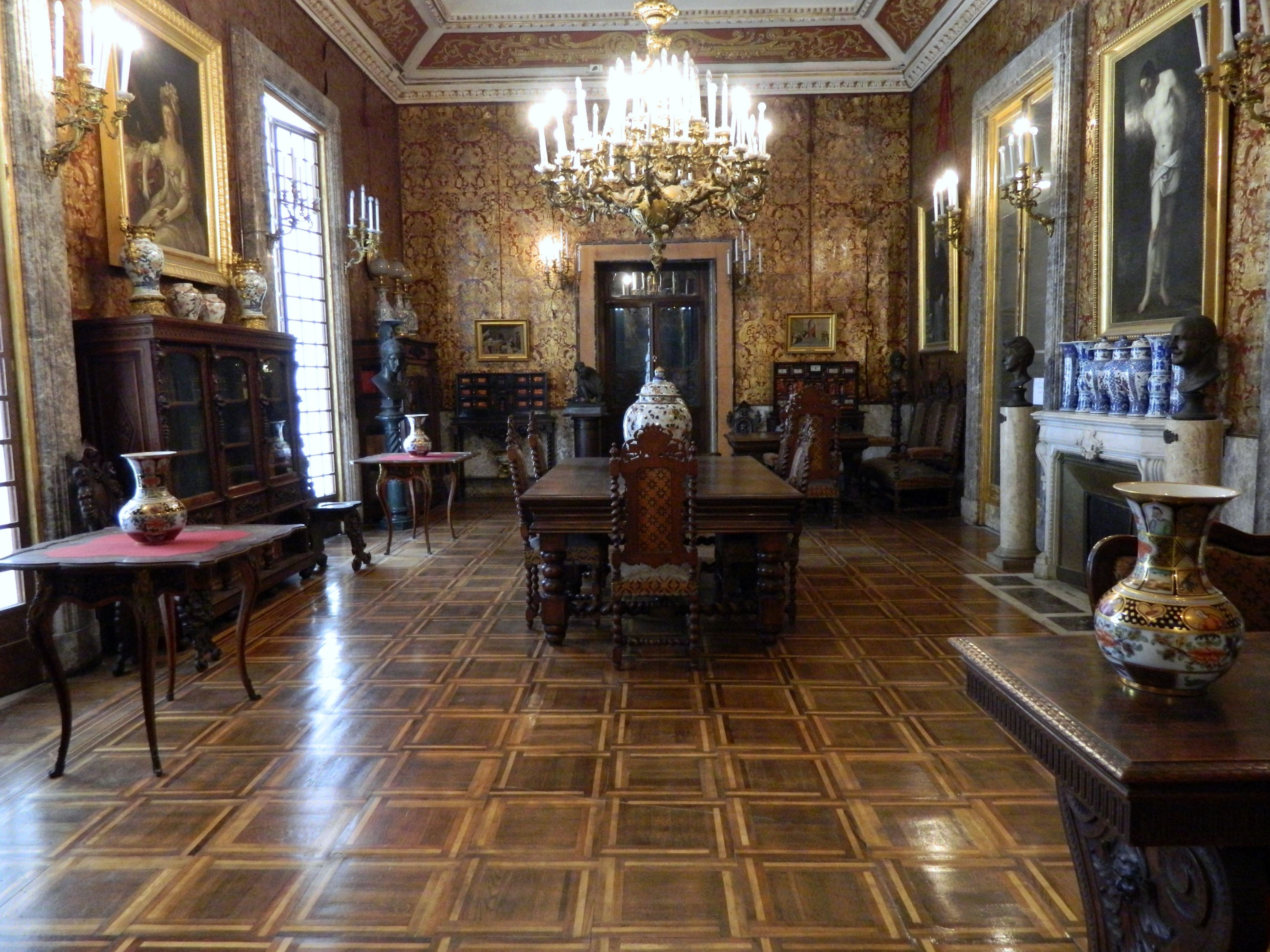
Biblioteca

Dal salotto Rosso si accede ad occidente a quello Verde, dove troneggia lo scrittorio con alzata in legno intarsiato e bronzo con inserti di porcellana e motivi floreali. Pregevole anche il pavimento sempre in cotto dipinto che rimanda alla precedente sala, nonché le collezioni di porcellane provenienti dalle maggiori fabbriche del periodo, tra cui quella di Capodimonte, Vienna ed altre europee. Da quest'ambiente si può raggiungere a nord la sala da pranzo che mostra un importante numero di vasi di porcellana decorati con motivi animali, floreali o storici e soprattutto un pregevole servizio di piatti della prima metà del XIX secolo di Limoges con posate d'argento e bicchieri con lo stemma nobiliare della famiglia Pignatelli; a sud è invece la biblioteca, caratterizzata da un pregevole parato alle pareti con mobilia intagliata in stile neo-rinascimentale e con poltrone tappezzate in cuoio con stemmi familiari. L'ambiente, che veniva utilizzato dagli Acton come sala da biliardo, espone inoltre diverse opere tra cui un Ritratto di Maria Carolina di ignoto autore del XVIII secolo, le tavole con le Storie della Vergine di Giovanni Filippo Criscuolo del 1530 circa, raffiguranti la Nascita della Vergine, la Presentazione al Tempio e lo Sposalizio della Vergine, nonché la scultura in bronzo del Narciso di Vincenzo Gemito, firmata e datata 1886 e direttamente dedicata a Diego Pignatelli.  Il ricco fondo bibliotecario conta 2000 testi e più di 4000 microsolchi di lirica e classica; tra i libri conservati sono anche la serie completa del Real Museo Borbonico che cataloga ed illustra con stampe tutti i ritrovamenti vesuviani conservati poi nel palazzo degli Studi.

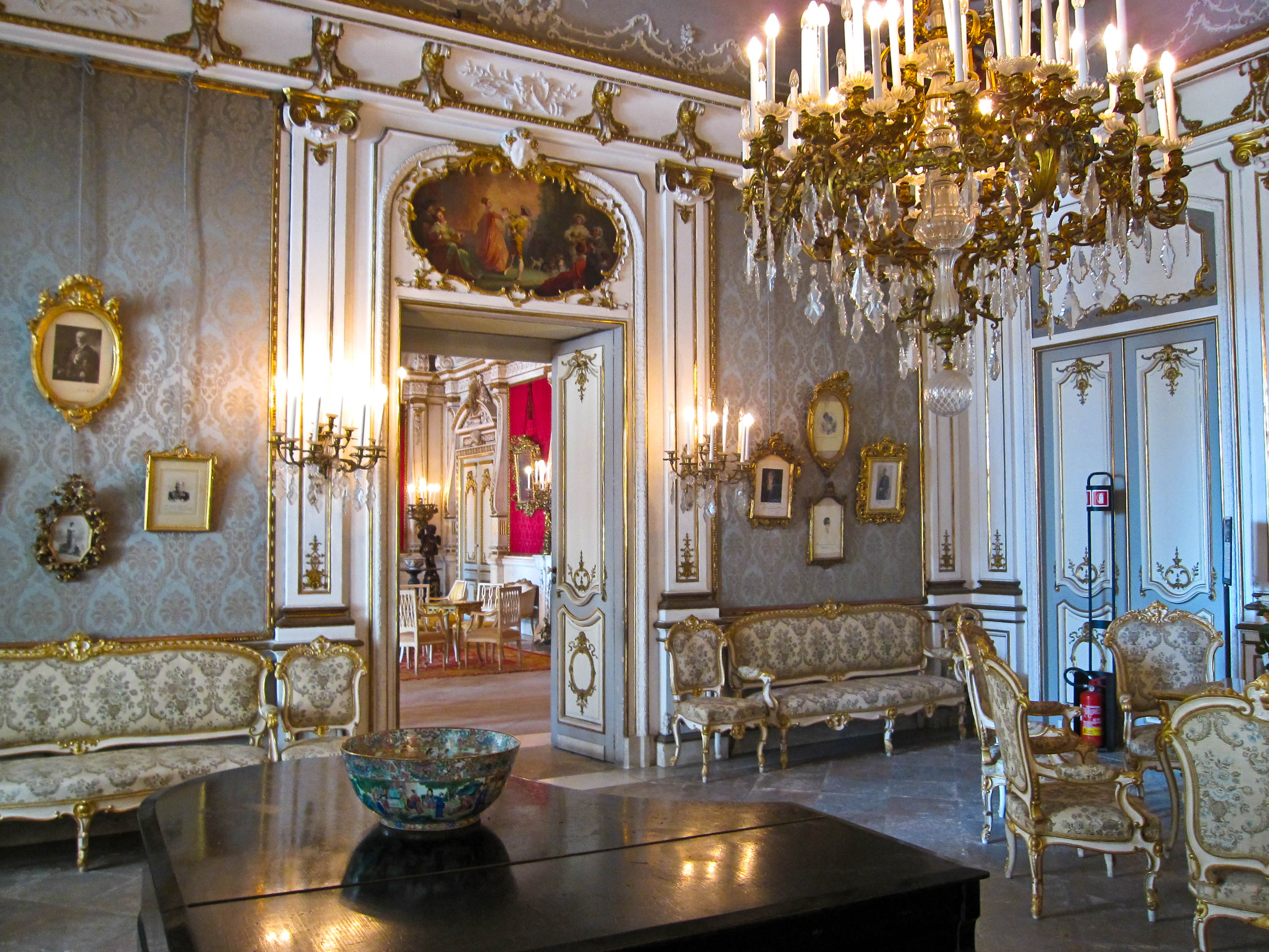
Sala Azzurra

L'altra metà della villa è composta dal salotto Azzurro, utilizzata storicamente dalla principessa Rosina come sala dove accogliere gli ospiti e che conserva ancora l'aspetto originario ottocentesco con decorazioni a dipinto sulla volta; la sala mostra inoltre testimonianze storiche legate alla famiglia Pignatelli attraverso fotografie ritraenti illustri ospiti della villa, come i membri di casa Savoia o di altre nobili famiglie d'Europa. Successiva alla sala Azzurra è la sala delle feste le cui decorazioni a stucco, i dipinti e gli arredi, sono quelli originali eseguiti tra il 1870 ed il 1880 dal pittore romano Vincenzo Paliotti. La sala, che mostra anche un busto bronzeo opera di Manuel Tolsà del 1794 ritraente il conquistatore Fernando Cortés, avo dei Pignatelli, confluisce tramite un'apertura a tre ingressi aperti nella successiva sala dell'orchestra alle spalle della quale c'è poi una piccola aula da ricambio utilizzata dalle illustri ospiti che in occasione dei balli avevano bisogno di riordinarsi l'aspetto. Di forma semicircolare, l'ambiente è denominato salottino pompeiano per via delle decorazioni alle pareti eseguite dal fiorentino Guglielmo Bechi con stucchi in stile pompeiano. Gli affreschi, sempre a medesimo rimando, con figure femminili, vedute e amorini, sono invece attribuiti a Nicola La Volpe e Gennaro Maldarelli.
Sul lato frontale della villa, adibita a mostre e concerti, è infine la pregevole veranda neoclassica, caratterizzata da una doppia linea di colonne neo-doriche sulla facciata e da sculture ottocentesche che decorano l'ambiente interno. Pensata in origine come spazio aperto verso il giardino antistante, fu chiusa da finestre e porte poste tra le colonne più esterne intorno alla fine dell'Ottocento. Al suo interno sono conservati i due busti marmorei della seconda metà del Settecento di papa Innocenzo XII Pignatelli e di papa Clemente XI Albani, entrambe di Domenico Guidi, la scultura in marmo di Diego Pignatelli duca di Monteleone, opera di Leonardo Pennino che ritrae il principe in posa e veste classica, a mo' di imperatore romano, la statua della Danzatrice di Carlo Chelli e infine tre sculture ottocentesche raffiguranti Venere con pomo, Venere che esce dal bagno e Venere con delfino e putti alati.

## Musei
All'interno del complesso di villa Pignatelli hanno sede due musei: uno è quello voluto da Rosina Pignatelli nel 1952, il Museo Diego Aragona Pignatelli Cortés, che ha sede all'interno degli ambienti al pian terreno della villa, dove sono esposti nella loro collocazione originale gli oggetti posseduti dalla famiglia (argenti, bronzi, utensili, mobilia, quadri, etc etc), l'altro è il Museo delle carrozze di villa Pignatelli, aperto nel 1975 con l'acquisizione di pezzi da collezioni private e che ha sede all'interno delle vecchie scuderie della villa, al pian terreno della palazzina Rothschild, posta nell'angolo nord-occidentale del parco.